# Panopea
Panopea là một chi ốc biển lớn thuộc họ Hiatellidae. Có 10 loài được mô tả trong chi Panopea. Nhiều loài trong số này được gọi bằng tên thông dụng ốc vòi voi. Các ghi chép hóa thạch có niên đại Cretaceous (và có thể Triassic).

## Các loài trong chiPanopea
- Panopea abbreviata (Valenciennes, 1839) - Southern Geoduck
- Panopea abrupta (Conrad, 1849) (extinct)
- Panopea australis (G.B. Sowerby I, 1833)
- Panopea bitruncata (Conrad, 1872)
- Panopea generosa Gould, 1850 - Pacific Geoduck
- Panopea globosa Dall, 1898 - Cortes Geoduck
- Panopea glycymeris (Born, 1778)
- Panopea japonica Adams, 1850 Japanese Geoduck[3]
- Panopea smithae Powell, 1950
- Panopea zelandica Quoy và Gaimard, 1835 - Deepwater Clam[4]